# Mariam Ali Moussa
Mariam Ali Moussa née le 3 décembre 1963 à Moussoro, est une diplomate tchadienne. Elle a été ambassadrice de son pays en Autriche et en Allemagne. Auparavant, elle était conseillère du président et ministre.

## Biographie
Mariam Ali Moussa a reçu le diplôme d'inspecteur des finances en Algérie en 1988. 
L'un de ses premiers emplois est celui d'inspectrice des douanes à l'aéroport international de N'Djaména en 1988. En 1989, elle commence à enseigner, et en 1991, elle est assistante de recherche à l'Université canadienne de Moncton. Deux ans plus tard elle devient assistante économiste pour un projet de l'USAID concernant l’agriculture et le transfert de technologie. En 1997, elle devient responsable des finances de l’Agence Tchadienne d’exécution des Travaux d’Intérêt Public quand Youssouf Saleh Abbas la dirigeait[réf. nécessaire].
Elle étudie l'administration des affaires, et elle parle arabe, français et anglais en plus de Gourane, Kanembou et Gambaye.
En 1998, elle rejoint le cabinet du Premier ministre en tant que conseillère aux affaires économiques et financières. En 2003, elle est conseillère du président pour les affaires budgétaires et l'année suivante, elle devient secrétaire générale adjointe du président. En 2005, elle devient ministre du "contrôle général et de la moralisation". En 2006, elle prend le poste de ministre de la solidarité nationale et du microcrédit.
Elle est accréditée ambassadrice du Tchad en Allemagne en décembre 2018. Il s'agit d'un poste important car la France, l'Allemagne et dernièrement l'Union européenne sont les seules ambassades européennes au Tchad.
En 2019, elle est acceptée comme représentante du Tchad par Juan Carlos Lentijo à l'Agence internationale de l'énergie atomique à Vienne.
En février 2020, elle présente ses lettres de créance en tant qu'ambassadrice en Autriche au président fédéral autrichien Alexander Van der Bellen. En 2021, Lassina Zerbo de l'Organisation du Traité d'interdiction complète des essais nucléaires la reconnaît comme la représentante du Tchad.
À la suite de l'expulsion de l'ambassadeur d'Allemagne du Tchad le 9 avril 2023, il lui est demandé en réciprocité le 11 avril de quitter l'Allemagne.